# Ben Holmstrom
Benjamin Scott "Ben" Holmstrom, född 9 maj 1987, är en amerikansk professionell ishockeyspelare som tillhör NHL-organisationen New York Islanders och spelar för deras primära samarbetspartner Bridgeport Sound Tigers i American Hockey League (AHL). Han har tidigare spelat på NHL-nivå för Philadelphia Flyers och på lägre nivåer för Adirondack Phantoms och Charlotte Checkers i AHL och UMass Lowell River Hawks (University of Massachusetts Lowell) i National Collegiate Athletic Association (NCAA).
Holmstrom blev aldrig draftad av något lag.

## Statistik
| 2003–2004   | Sioux Falls Stampede     | USHL        | 54  | 3  | 5  | 8   | 53  | —  | — | — | — | —  |
| 2004–2005   | Sioux Falls Stampede     | USHL        | 15  | 1  | 0  | 1   | 10  | —  | — | — | — | —  |
| 2005–2006   | Sioux Falls Stampede     | USHL        | 56  | 10 | 9  | 19  | 115 | 14 | 3 | 3 | 6 | 22 |
| 2006–2007   | UMass Lowell River Hawks | NCAA        | 30  | 4  | 9  | 13  | 18  | —  | — | — | — | —  |
| 2007–2008   | UMass Lowell River Hawks | NCAA        | 37  | 7  | 20 | 27  | 62  | —  | — | — | — | —  |
| 2008–2009   | UMass Lowell River Hawks | NCAA        | 38  | 6  | 15 | 21  | 52  | —  | — | — | — | —  |
| 2009–2010   | UMass Lowell River Hawks | NCAA        | 39  | 9  | 14 | 23  | 69  | —  | — | — | — | —  |
|             | Adirondack Phantoms      | AHL         | 13  | 3  | 0  | 3   | 9   | —  | — | — | — | —  |
| 2010–2011   | Philadelphia Flyers      | NHL         | 2   | 0  | 0  | 0   | 5   | —  | — | — | — | —  |
|             | Adirondack Phantoms      | AHL         | 79  | 16 | 22 | 38  | 75  | —  | — | — | — | —  |
| 2011–2012   | Philadelphia Flyers      | NHL         | 5   | 0  | 0  | 0   | 2   | —  | — | — | — | —  |
|             | Adirondack Phantoms      | AHL         | 67  | 15 | 26 | 41  | 134 | —  | — | — | — | —  |
| 2012–2013   | Adirondack Phantoms      | AHL         | 22  | 2  | 6  | 8   | 29  | —  | — | — | — | —  |
| 2013–2014   | Adirondack Phantoms      | AHL         | 75  | 13 | 19 | 32  | 146 | —  | — | — | — | —  |
| 2014–2015   | Charlotte Checkers       | AHL         | 62  | 5  | 15 | 20  | 92  | —  | — | — | — | —  |
| NHL totalt  | NHL totalt               | NHL totalt  | 7   | 0  | 0  | 0   | 7   | —  | — | — | — | —  |
| AHL totalt  | AHL totalt               | AHL totalt  | 318 | 54 | 88 | 142 | 485 | —  | — | — | — | —  |
| NCAA totalt | NCAA totalt              | NCAA totalt | 144 | 26 | 58 | 84  | 201 | —  | — | — | — | —  |
| USHL totalt | USHL totalt              | USHL totalt | 125 | 14 | 14 | 28  | 178 | 14 | 3 | 3 | 6 | 22 |